# Oberhalbstein

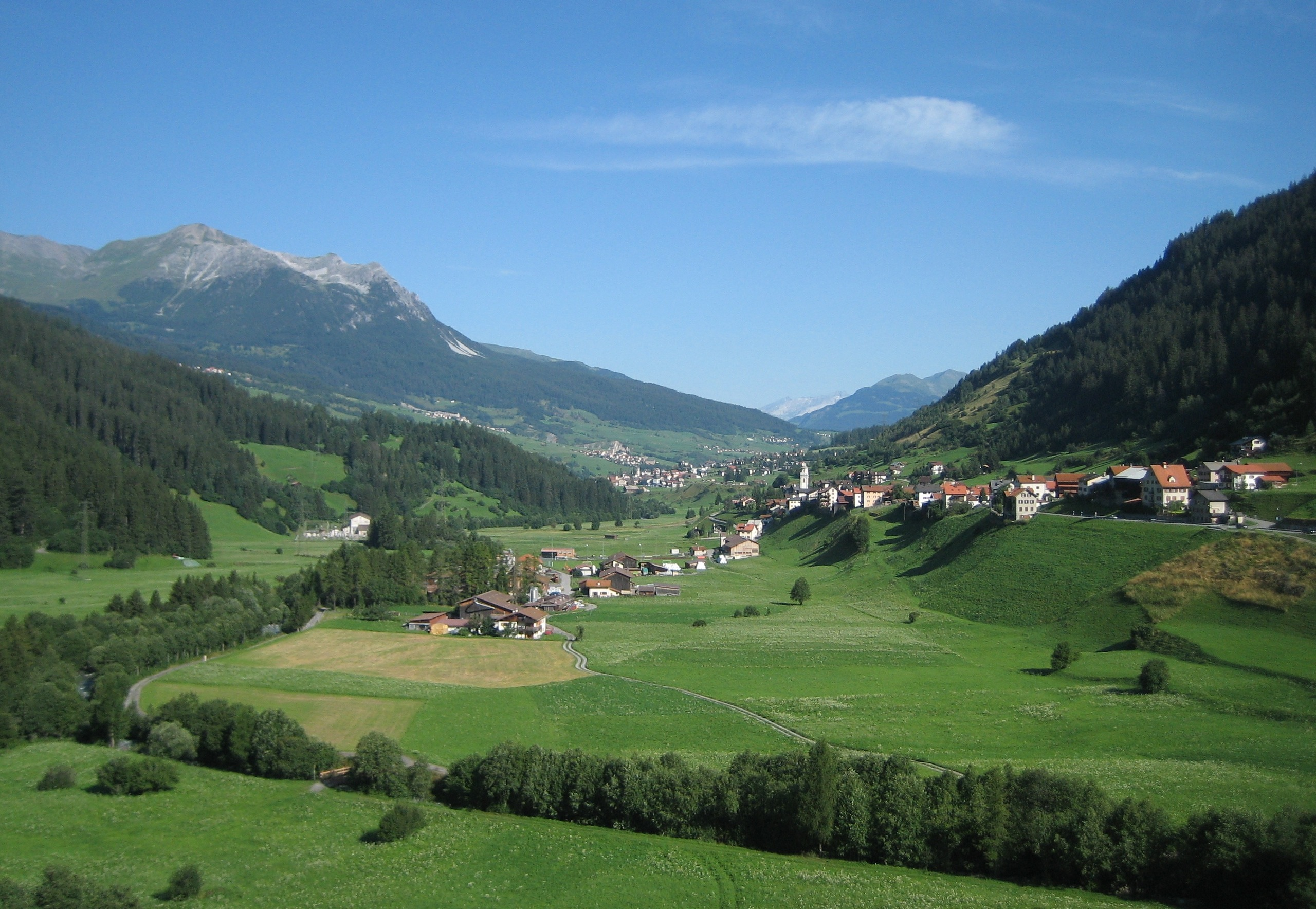
Sot Gôt (unterer Teil des Oberhalbsteins)

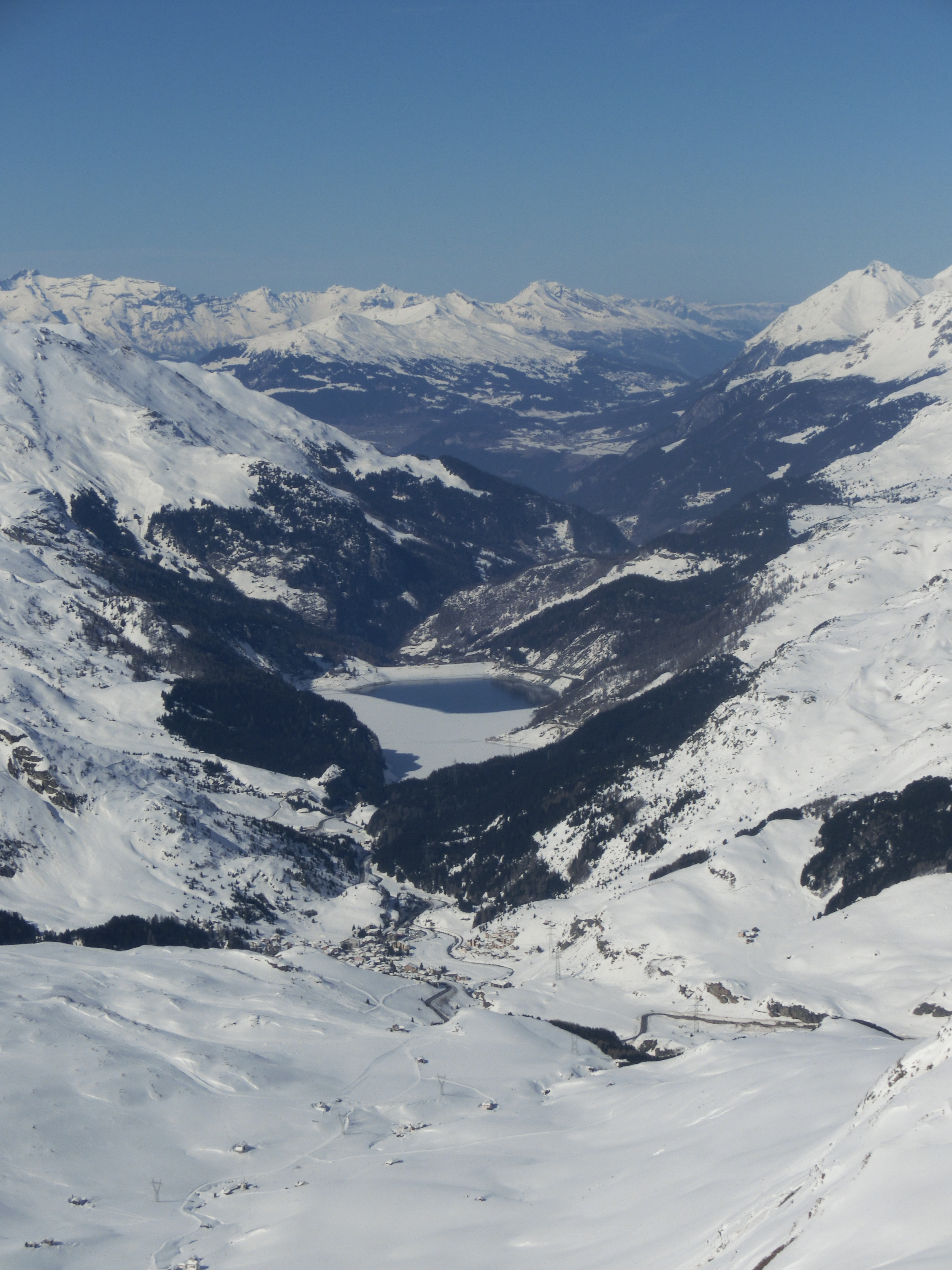
Sur Gôt (oberer Teil des Oberhalbsteins)

Das Oberhalbstein ⓘ, rätoromanisch und offiziell Sursesⓘ, ist ein Tal im Kanton Graubünden. Es liegt zwischen Tiefencastel und dem Julierpass und wird vom Fluss Julia (rätoromanisch Gelgia) durchflossen. Das Gebiet des Tales entspricht dem Gemeindegebiet von Surses. Das Oberhalbstein gehört zur Region Surmeir.

## Bevölkerung und Sprache
Die Mehrheit der knapp 2500 Talbewohner spricht das rätoromanische Idiom Surmeirisch (rätoromanisch Surmiran). Durch Zuwanderung wird die Bedeutung der deutschen Sprache aber immer grösser. In Bivio, dem höchstgelegenen Ort des Tales, wird auch italienisch gesprochen.

## Name und Geografie
Das Tal hat seinen Namen vom Conterser Stein (romanisch Crap Ses 764310 / 167214) unterhalb von Cunter beim Taleingang. Die untere Talstufe bis Tinizong heisst Sotgôt (unterhalb des Waldes), jene darüber Surgôt (oberhalb des Waldes). Das namensmässige Gegenstück zum «Oberhalbstein» bzw. romanisch «Surses» ist das «Sotses» (deutsch selten «Unterhalbstein»), welches das vordere Albulatal (etwa von Filisur bis zur Lenzerheide) umfasst.
Das Oberhalbstein hat eine Ausdehnung von fast 325 km². Der tiefste Punkt befindet sich bei Tgant Ladrung zwischen Cunter und Tiefencastel und ist 995 m hoch. Der höchste Punkt ist der Piz Calderas (3397 m).
Der im Jahr 2006 geschaffene Naturpark Parc Ela ist mit 250 km² der grösste Naturpark der Schweiz. Auf einem Viertel der Fläche des Oberhalbsteins und des Albulatals will der Naturpark mit einer betont sanften Entwicklung den ländlichen Tourismus fördern und das Gebiet als Freizeit- und Erholungsgebiet präsentieren.

## Gemeinden
Im Oberhalbstein bestanden bis Ende 2015 neun politische Gemeinden: (von Nord nach Süd) Salouf, Riom-Parsonz, Cunter, Savognin, Tinizong-Rona, Mulegns, Sur, Marmorera und Bivio. Ausser Salouf lagen alle Orte an der Julierpassstrasse (Riom-Parsonz hatte beim Crap Ses eine Exklave, die an der Strasse lag). Am 1. Januar 2016 fusionierten die neun Gemeinden zur Gemeinde Surses.
Eine vom Kanton Graubünden favorisierte Fusion aller Gemeinden des Tales scheiterte zunächst Anfang März 2006 vorwiegend an den kleineren Gemeinden. In getrennten und gleichzeitig stattfindenden Gemeindeversammlungen sagten zwar fast 60 % der Stimmenden Ja zum Projekt. Weil sich aber die Gemeinden Cunter, Marmorera, Salouf, Sur und Tinizong-Rona gegen den Zusammenschluss aussprachen und das benötigte Quorum von 85 % der Stimmen nicht zustande kam, scheiterte das Projekt. Die Bündner Regierung hatte die erstmalige Fusion eines ganzen Kreises mit einem «Fusionsgeschenk» von 9,25 Millionen Franken aus der Kantonskasse stark propagiert. In einem zweiten Anlauf gelang die Fusion zur Gemeinde Surses auf den 1. Januar 2016.
Das Gebiet des Oberhalbsteins ist identisch mit dem einstigen Kreis Surses. Dieser war einer von vier Kreisen des ehemaligen Bezirks Albula und blieb nach der Bündner Gebietsreform für überkommunale Aufgaben noch bis zum 31. Dezember 2017 innerhalb der neu geschaffenen Region Albula bestehen.

## Tourismus
Bekannte Ferienorte im Oberhalbstein sind Savognin und Bivio.
Talauswärts gesehen liegen rechts die Albula-Alpen und links die Oberhalbsteiner Alpen.
Durch das gesamte Oberhalbstein führt die Veia Surmirana.

## Kultur
Im Juni 2006 wurde die erste professionelle Theater- und Musikbühne in der rätoromanischen Schweiz unter dem Namen Origen auf der Burg Riom eröffnet. Dazu wurde im Inneren der Burg eine Holzkonstruktion mit Bühne und Zuschauerrängen mit 311 Plätzen errichtet. Als erstes Werk wurde die rätoromanische Oper Benjamin aufgeführt.

## Sehenswürdigkeiten
- Oberhalb von Salouf liegt Ziteil, das höchstgelegene Gotteshaus Europas. Die Wallfahrtskirche mit Pilgerhaus liegt auf einer Höhe von 2429 m.
- Die auf 2000 Meter über Meer gelegene Alp Flix oberhalb von Sur erlangte im Zusammenhang einer Untersuchung der Schweizer Naturmuseen nationale Aufmerksamkeit, als dort im Rahmen des Projekts Schatzinsel Alp Flix sämtliche vorkommenden Tier- und Pflanzenarten wissenschaftlich untersucht wurden.